# La discesa
La discesa è la quinta storia a fumetti di Valentina, celebre personaggio creato da Guido Crepax. Inizialmente concepita come un'avventura del supereroe Neutron e pubblicata sulla rivista linus, la storia è stata successivamente pubblicata su libro insieme alle altre avventure di Valentina. Essendo incoerente rispetto al nuovo finale de I Sotterranei, è stata successivamente considerata come un'invenzione di Valentina.

## Trama
In Norvegia, il ritrovamento di un corpo di donna Sotterranea spinge Valentina e Philip a indagare, accompagnati dall'artista veneziano Arno Treves. Dopo un flirt tra Arno e Valentina, i tre si dirigono in Norvegia.
Lì, Arno si immerge e sostiene di aver visto un Sotterraneo morto, ma successivamente non lo ritrova. In seguito, avvistano il panfilo White Hawk e vedono una ragazza portata via da un marinaio, scoprendo che l'imbarcazione è sotto il controllo degli uomini di Lord Bird. Arno nota numerosi sommozzatori scendere dal White Hawk.
Valentina e Philip li seguono, trovando un passaggio sottomarino che porta a una grotta. Qui trovano lo scheletro della J́ghna Máutia (la Vergine, rimasta uccisa alla fine de I Sotterranei) e le rovine di Tóitatnan, che si sono spostate per i movimenti della Bilancia. Nel frattempo, a Kómyatan, conquistata dai Superiori, il Grande Supremo accoglie una spedizione dal White Hawk che offre loro supporto militare in cambio di diamanti, dei quali è molto ricco il mondo sotterraneo.
Valentina, Philip e Arno si uniscono ai partigiani di Kómyatan, combattendo i Superiori e gli uomini del White Hawk, tecnologicamente in superiorità. Nonostante ciò, i partigiani vincono e Arno raggiunge la sala del Grande Supremo, che però riesce a fuggire.
Philip riconosce una donna del White Hawk come Qino (Sotterranea di Kómyatan e sua alleata ne I Sotterranei), la quale rivela di essere stata fatta prigioniera e sfruttata dopo aver raggiunto la superficie, fino a finire tra le grinfie di Lord Bird. Nuovi movimenti rocciosi interrompono il racconto di Qino; Valentina, Philip e Arno tornano verso la superficie.

## Personaggi

### Valentina Rosselli
Fotografa milanese e fidanzata di Philip Rembrandt, in questa avventura ha un ruolo secondario, mentre il grosso dell'azione è affidato a Philip/Neutron e Arno.

### Philip Rembrandt / Neutron
In questa avventura Philip, insieme ad Arno e Valentina, si ritrova nuovamente a lottare contro i Superiori, questa volta alleati con un gruppo di umani della superficie.

### Arno Treves
Artista parigino di origine veneziana; appena incontra Valentina, si innamora di lei e si inserisce nella sua relazione con Philip, trasformandola in una relazione aperta. Le dedica delle storie a fumetti (chiamate Les aventures de Valenka, e ispirate a Diabolik).

### Lord Bird
Capo di una milizia armata che si impossessa del White Hawk con lo scopo di trovare un accesso al mondo sotterraneo ed impossessarsi dei diamanti di cui è ricco. Per raggiungere i suoi scopi si mette in affari con il Grande Supremo.

### Superiori
Sotterranei originari di Tóitatnan, capeggiati dal Grande Supremo. Hanno un'ideologia che si rifà al nazismo e hanno occupato la città rivale di Kómyatan. Fanno affari con il gruppo di Lord Bird per ottenere armi tecnologicamente avanzate.

### Partigiani di Kómyatan
Sotterranei alleati di Philip nella precedente avventura I Sotterranei che, grazie all'aiuto di Philip, Arno e Valentina, riprendono possesso della loro città natale.

## Curiosità
Il finale originale de I Sotterranei, insieme a questo episodio, nella continuità della saga di Valentina sono stati sostituiti da un finale alternativo, che si unisce direttamente a Valentina perduta nel paese dei sovieti. L'esistenza di due linee temporali alternative è risolta da una spiegazione della stessa Valentina, che in Valentina nel Vaso di Pandora sostiene che la prima versione consista in realtà in una sua invenzione fantasiosa, creata per sopperire alla scarsa originalità del telefilm ideato da Arno.

## Pubblicazioni
- provo linus febbraio 1967[1]
- Milano Libri (Valentina in giallo) ottobre 1976
- RCS (Volume 2) 2007
- Salani (I Sotterranei) 2010
- Mondadori (Volume 25) 2015